# Communauté de communes du Pays d’Eygurande
Die Communauté de communes du Pays d’Eygurande ist ein ehemaliger französischer Gemeindeverband mit der Rechtsform einer Communauté de communes im Département Corrèze in der Region Nouvelle-Aquitaine. Sie wurde am 24. Dezember 2001 gegründet und umfasste neun Gemeinden. Der Verwaltungssitz befand sich im Ort Monestier-Merlines.

## Historische Entwicklung
Mit Wirkung vom 1. Januar 2017 fusionierte der Gemeindeverband mit
- Communauté de communes des Gorges de la Haute Dordogne,
- Communauté de communes des Sources de la Creuse,
- Communauté de communes Ussel-Meymac-Haute Corrèze sowie
- Communauté de communes Val et Plateaux Bortois

und bildete so die Nachfolgeorganisation Haute-Corrèze Communauté.

## Ehemalige Mitgliedsgemeinden
1. Aix
2. Couffy-sur-Sarsonne
3. Eygurande
4. Feyt
5. Lamazière-Haute
6. Laroche-près-Feyt
7. Merlines
8. Monestier-Merlines
9. Saint-Pardoux-le-Neuf